# Åsarne nya kyrka
Åsarne nya kyrka är en kyrkobyggnad som tillhör Åsarne församling i Härnösands stift. 
Kyrkan ligger centralt i samhället Åsarna i en skogskyrkogård som är anlagd 1947.

## Kyrkobyggnaden
Kyrkan uppfördes 1966 efter ritningar av arkitekt Tore Virke.

## Inventarier
- Predikstolen kommer från gamla kyrkan, men gjordes ursprungligen för Bergs kyrka och är tillverkad 1759 av Jonas Granberg.
- Två kyrkklockor gjutna av Bergholtz klockgjuteri i Sigtuna.
- Dopfunten har formen av ett skepp och är utförd av Erik Sand.